# Teodor Pîrjol
Teodor Pîrjol (ur. 22 lutego 1957) – były rumuński pięściarz, uczestnik Letnich Igrzysk Olimpijskich w 1980 roku w Moskwie.

## Igrzyska Olimpijskie
Teodor Pîrjol wystąpił na Igrzyskach Olimpijskich w Moskwie w 1980, w wadze ciężkiej. W tych zawodach przegrał w swoim pierwszym meczu z reprezentującym Włochy Francesco Damianim 1-4.